# Константин Станчов
Константин Станчов (болг. Константин Константинов Станчов; нар. 30 грудня 1870, Свиштов — пом. ?) — болгарський офіцер, генерал-майор.

## Біографія
Народився 30 грудня 1870 у Свиштові. У 1890 закінчив Військову академію Його Княжої Високості, 2 серпня того ж року отримав звання лейтенанта і був призначений на службу в 4-й артилерійський полк. У 1893 в званні лейтенанта 4-го артилерійського полку вступив до Академії Генерального Штабу в Брюсселі, як закінчив в 1896. У період з 1905 по 1909 був військовим аташе в Бухаресті. Пізніше служив начальником штабу 4-ї піхотної дивізії.
При створенні Військової академії в Софії, полковник Станчов був призначений її першим начальником. Під час Першої світової війни в листопаді 1915 служив офіцером зв'язку в штабі 11-ї німецької армії.
Пізніше він очолював Варненський укріплений пост. Після війни, 31 жовтня 1918 генерал-майор Станчов йде у відставку.

## Військові звання
- Лейтенант (1 серпня 1893)
- Капітан (1900)
- Майор (1905)
- Підполковник (22 вересня 1909)
- Полковник (1 листопада 1913)
- Генерал-майор (15 серпня 1917)

## Освіта
- Військова академія Його Княжої Високості
- Академія Генерального Штабу в Брюсселі

## Нагороди
- Військовий орден «За хоробрість» IV ступеня (1917)
- Князівський орден «Святого Олександра» IV і V ступеня з мечами
- Орден «За військові заслуги» V ступеня з короною
- Народний орден «За військові заслуги» IV ступеня
- Народний орден «За військові заслуги» III ступеня (1917)